# Danna Paola
Danna Paola Rivera Mungúia  (Mexikóváros, Mexikó, 1995. június 23. –) mexikói színésznő és énekesnő.

## Élete és pályafutása
1995. június 23-án született Mexikóvárosban. 2001-ben szerepet kapott a María Belén című telenovellában. 2005-ben a Pablo y Andreában játszott főszerepet, amiért TVyNovelas-díjat kapott a Legjobb gyerek színésznő kategóriában. 2008-ban Bettina szerepét játszotta Kedves ellenség című sorozatban.

## Filmográfia

### Televízió
| Év              | Cím                                          | Szerep                            | Megjegyzés                                                                                | Magyar hang                                           |
| --------------- | -------------------------------------------- | --------------------------------- | ----------------------------------------------------------------------------------------- | ----------------------------------------------------- |
| 2021            | Top Star. ¿Cuánto vale tu voz?               | Mentor                            |                                                                                           |                                                       |
| 2021            | Raya és az utolsó sárkány                    | Raya                              |                                                                                           |                                                       |
| 2018–           | Elite                                        | Lucrecia "Lu" Montesinos Hendrich |                                                                                           |                                                       |
| 2018            | José José, el príncipe de la canción         | Lucero Hogaza León                |                                                                                           |                                                       |
| 2018            | Lo más sencillo es complicarlo todo          | Renata Alejandro                  |                                                                                           |                                                       |
| 2016–2017; 2020 | A végzet asszonya (La Doña)                  | Mónica Hernández                  |                                                                                           | Bogdányi Titanilla                                    |
| 2015            | Éld az életem! (¿Quién es Quién?)            | Paloma Hernández                  |                                                                                           | Bogdányi Titanilla                                    |
| 2013            | Como dice el dicho                           | Mayra                             | Epizód: "Los deseos se cumplen..."                                                        |                                                       |
| 2009–2010       | Atrévete a soñar                             | Patricia "Patito" Peralta Castro  |                                                                                           |                                                       |
| 2009            | Plaza Sésamo                                 | Patricia "Patito" Peralta Castro  | 12. évad, 11. epizód                                                                      |                                                       |
| 2008            | Kedves ellenség (Querida enemiga)            | Bettina Aguilar Ugarte            |                                                                                           | Nagy Blanka (Zone Romantica), Talmács Márta (Story 5) |
| 2008            | La rosa de Guadalupe                         | Samantha                          | Epizód: "Adiós a la calle"                                                                |                                                       |
| 2007            | Muchachitas como tú                          | Paola                             |                                                                                           |                                                       |
| 2007            | Objetos perdidos                             |                                   | Epizód: "Objeto 8"                                                                        |                                                       |
| 2007            | La hora pico                                 |                                   |                                                                                           |                                                       |
| 2007 2003       | La familia P. Luche                          | Önmaga María Belén                | Epizód: "Niños de oro" Epizód: "La novia de Ludoviquito" Epizód: "Ludovico en la escuela" |                                                       |
| 2005            | El privilegio de mandar                      |                                   | Sketch: "Bailando por un hueso"                                                           |                                                       |
| 2005            | Pablo y Andrea                               | Andrea Saavedra                   |                                                                                           |                                                       |
| 2005            | A vadmacska új élete (Contra viento y marea) | Natalia Ríos (gyerek)             |                                                                                           |                                                       |
| 2004            | Amy, la niña de la mochila azul              | Amy Granados/Betancourt           |                                                                                           |                                                       |
| 2004            | Alegrijes y rebujos                          | Amy Granados/Betancourt           | Különleges részvétel                                                                      |                                                       |
| 2003            | De pocas, pocas pulgas                       | Annie                             |                                                                                           |                                                       |
| 2002            | Hajrá skacok (¡Vivan los niños!)             | Estrella                          |                                                                                           | Laudon Andrea                                         |
| 2001            | María Belén                                  | María Belén García Marín          |                                                                                           |                                                       |
| 2000            | Rayito de luz                                | Lupita Lerma                      | Mint Danna Paola Rivera                                                                   |                                                       |
| 1999            | Plaza Sésamo                                 |                                   |                                                                                           |                                                       |

## Diszkográfia
- 2001: Mi globo azul
- 2004: Océano
- 2005: Chiquita pero picosa
- 2012: Danna Paola
- 2019: Sie7e

## Díjak és jelölések
| Év   | Díj                                                             | Kategória                              | Jelölt mű                 | Eredmény | Forrás |
| ---- | --------------------------------------------------------------- | -------------------------------------- | ------------------------- | -------- | ------ |
| 2001 | El Heraldo de México                                            | Női felfedezett                        | María Belén               | Elnyerte | [ 3 ]  |
| 2004 | Paseo de las Luminarias                                         | Luminaria de oro                       | N/A                       | Elnyerte | [ 4 ]  |
| 2005 | Association of Theatre Critics and Journalists in Mexico (ACPT) | Legjobb gyermek színésznő a színházban | Anita la huerfanita       | Elnyerte | [ 5 ]  |
| 2006 | Bravo Award                                                     | Legjobb gyermek színésznő a színházban | Anita la huerfanita       | Elnyerte | [ 6 ]  |
| 2006 | TVyNovelas-díj                                                  | Legjobb gyermekszínésznő               | Pablo y Andrea            | Elnyerte | [ 7 ]  |
| 2008 | TVyNovelas-díj                                                  | Legjobb gyermekszínésznő               | Muchachitas como tú       | Jelölve  |        |
| 2009 | TVyNovelas-díj                                                  | Legjobb fiatal női főszereplő          | Querida enemiga           | Jelölve  |        |
| 2009 | Lunas del Auditorio                                             | Családi előadás                        | Atrévete a soñar, el show | Jelölve  | [ 8 ]  |
| 2009 | Premios Oye!                                                    | Legjobb telenovella főcímdal           | Mundo de caramelo         | Elnyerte | [ 9 ]  |
| 2010 | Premios Oye!                                                    | Legjobb telenovella főcímdal           | Yo soy tu amigo fiel      | Jelölve  | [ 10 ] |
| 2010 | TVyNovelas-díj                                                  | Legjobb fiatal női főszereplő          | Atrévete a soñar          | Elnyerte | [ 11 ] |
| 2010 | TVyNovelas-díj                                                  | Legjobb főcímdal                       | Mundo de caramelo         | Elnyerte | [ 11 ] |
| 2010 | Kids' Choice Awards Mexico                                      | Kedvenc női karakter a sorozatban      | Atrévete a soñar          | Jelölve  | [ 12 ] |
| 2010 | Kids' Choice Awards Mexico                                      | Promise Award                          | N/A                       | Elnyerte | [ 13 ] |
| 2011 | Premios Juventud                                                | Álmaim asszonya                        | Atrévete a soñar          | Jelölve  |        |
| 2011 | Yahoo! Awards Mexico                                            | 2010-es OMG! sztár                     | N/A                       | Elnyerte | [ 14 ] |
| 2012 | Kids’ Choice Awards                                             | Kedvenc latin művész                   | N/A                       | Jelölve  | [ 15 ] |
| 2012 | Kids' Choice Awards Mexico                                      | Kedvenc latin szólista                 | N/A                       | Elnyerte | [ 16 ] |
| 2012 | MTV Europe Music Awards                                         | Legjobb Észak-Amerikai színésznő       | N/A                       | Jelölve  | [ 17 ] |
| 2013 | Kids’ Choice Awards                                             | Kedvenc latin művész                   | N/A                       | Jelölve  | [ 18 ] |
| 2013 | MTV Millennial Awards                                           | Csinos lány                            | N/A                       | Jelölve  | [ 19 ] |
| 2013 | Kids' Choice Awards Mexico                                      | Kedvenc Twitteres                      | N/A                       | Elnyerte | [ 20 ] |
| 2013 | MTV Europe Music Awards                                         | Legjobb észak-amerikai színésznő       | N/A                       | Jelölve  | [ 21 ] |
| 2013 | Festival Internacional de Teatro Héctor Azar                    | Női felfedezett                        | N/A                       | Elnyerte | [ 22 ] |